# Zuhayr as-Saqlabí
Abu-l-Qàssim Zuhayr as-Saqlabí, també conegut pel seu làqab Amid-ad-Dawla, fou emir d'al-Mariyya (1028-1038). Era un mawla d'Almansor.
En perdre el poder els amírides (1009) un bon nombre de caps saqlabís (eslaus o esclavons) van abandonar Qúrtuba per crear-se un domini independent; un d'aquestos fou Khayran, el qual va governar al-Mariyya (1014-1028) nomenant com lloctinent a Múrsiya el seu company Zuhayr as-Siqlabí; el juliol de 1028 va morir Khayran deixant com a successor el seu company Zuhayr, governador de Múrcia, que va agafar el poder vencent l'oposició d'un altre oficial eslau de nom Musallam a Oriola. El nou emir va cedir Xativa al rei Abd al-Aziz ibn Abi Amir de València i va governar a la resta que incloïa a més d'Almeria, Oriola i Múrcia, les comarques d'Alzira, Llorca, Alacant, Albacete, Chinchilla de Monte-Aragón, Baeza i Jaén; a més va controlar Còrdova quinze mesos (1034-1035) però a Múrcia es van rebel·lar els tahírides de Múrcia, i a Llorca el Banu Labbun eren quasi independents. Va construir a Almeria la darrera extensió de la gran mesquita.
Va estar aliat a l'emir zírida Habús ibn Maksan de Granada (1019-1038). El 1035 els abbadites de Sevilla van començar a suposar un seriós perill quan van proclamar al fals Hisham com califa a Sevilla, al qual Zuhayr i Muhammad ibn Abd Allah al-Birzali senyor de Carmona van refusar reconèixer. Al-Barzali era el cap dels amazics zenetes, oposats tradicionalment als zírides que eren sanhadges, el que va trencar l'aliança entre Zuhayr i Habus. A la mort d'aquest el juny del 1038, el va succeir el seu fill Badis ibn Habús i Zuhayr va marxar per atacar Granada i va acampar a un lloc anomenat Alpuente (al-Funt). A la rodalia fou emboscat per Badis ibn Habús que el va derrotar en una batalla d'una hora. Zuhayr devia morir en la batalla però el seu cos no fou trobat. Abd al-Aziz ibn Abi Amir de València va annexionar Almeria al cap d'un mes.